# Chantal Akerman
Chantal Anne Akerman (Fransk: [akɛʁman]; født 6. juni 1950, død 5. oktober 2015) var en belgisk filminstruktør, kunstner og professor ved City College of New York. Hendes mest kendte film er Jeanne Dielman, 23 quai du Commerce, 1080 Bruxelles (1975). Ifølge filmteoretiker Gwendolyn Audrey Foster har Akerman haft substantiel indflydelse på feministisk film og avant-garde film.

## Barndom og uddannelse
Akerman blev født i Bruxelles, Belgien. Hendes forældre var holocaustoverlevere fra Polen. Moderen Natalia (Nelly) overlevede Auschwitz, mens hendes egne forældre døde i lejren. Som 18-årig påbegyndte hun sin uddannelse ved den belgiske filmskole Institut National Supérieur des Arts du Spectacle et des Techniques de Diffusion. Akerman forlod tidligt skolen for at lave filmen Saute ma ville og finansierede filmen ved at handle aktier i diamantfirmaer på Antwerpens børs.

## Arbejde

### Tidlig karriere
En af Akermans tidlige indflydelser var Jean-Luc Godard hvis film Pierrot le fou (1965) Akerman har nævnt som en afgørende indflydelse på hendes beslutning om at blive filmskaber. I 1971 havde Akermans første film Saute ma ville premiere på kortfilmfestivalen i Oberhausen. Det år flyttede hun til New York, hvor hun boede indtil 1972.
På New Yorks Anthology Film Archives i New York stiftede Akerman bekendtskab med film af instruktører som Stan Brakhage, Jonas Mekas, Michael Snow, Yvonne Rainer og Andy Warhol. Hun har selv nævnt at Snows La Région Centrale introducerede hende til films forhold til tid og energi. 

### Anerkendelse
Brugen af long-takes i hendes film Hotel Monterey (1972) og kortfilmene  La Chambre 1 og La Chambre 2 viser indflydelsen fra strukturlistisk film. Disse langstrakte skud får billedernes film til at oscillere mellem abstraktion og figuration. Akermans film fra denne periode er også begyndelsen på hendes samarbejde med cinematograf Babette Mangolte, som var director of photography på filmene La chambre (1972), Hôtel Monterey (1972), Hanging Out Yonkers (1973), Jeanne Dielman, 23 quai du Commerce, 1080 Bruxelles (1975) and News from Home (1977). I 1973 vendte Akerman tilbage til Belgien, og i 1974 modtog hun kritisk anerkendelse for filmen I, You, He, She.
Akermans mest betydningsfulde film, Jeanne Dielman, 23 Quai du Commerce, 1080 Bruxelles havde premiere i 1975 og betragtes som en af den feministiske films hovedværker. Filmen er en hypnotisk real-time undersøgelse af en midaldrende enkes kvælende rutiner af husarbejde og prostitution. Efter filmens premiere kaldte New York Times Jeanne Dielman  for "det første hovedværk om det feminine i filmhistorien." Ivone Margulies, som har forsket i Chantal Akerman, har kaldt filmen et filmisk paradigme for dens evne til at forene feminisme og anti-illusionisme. Filmen blev udnævnt til den nittendebedste film i det 20. århundrede af J. Hoberman fra Village Voice og som den bedste film nogensinde 2022 af det britiske blad 'Sight and Sound' hvor kritikere fra hele verden hver 10. år opstiller en liste over de 100 bedste film i verden.

### Senere karriere
I 1991 var Akerman jurymedlem på den 41. filmfestival i Berlin. I 2001 blev hun en del af det videnskabelige personale på City College of New York's MFA Program i Media Arts Production. 

### Identititetspolitik i Akermans film
Selv om Akerman var lesbisk filmskaber undgik hun bevidst dette prædikat og nægtede at få sine film vist på LGBT-filmfestivaler, idet hun udtalte, at hun fandt dem ghettoiserende. Ifølge bogen Images in the Dark af Raymond Murray nægtede hun New York Gay Film Festival retten til at vise I, You, He, She og udtalte, at hun aldrig ville lade en af sine film blive vist ved en festival, hvis hovedtema var homoseksualitet. Ackerman sagde om sin film Je Tu Il Elle: Jeg skrev en historie jeg godt kunne lide. Alle mente, det var en politisk historie, men det var en normal kærlighedshistorie. Det er ikke en feministisk film. Jeg vil [heller] ikke sige, at det er en homoseksuel film. Hvis jeg gjorde, ville du gå til den med forudindfattede meninger.

## Udstillinger
Akerman har haft betydningsfulde soloudstillinger på blandt andet Museum for Contemporary Art, Antwerp, Belgium (2012), MIT, Cambridge Massachusetts (2008), Tel Avivs Kunstmuseum, Israel (2006); Princeton University Art Museum, Princeton, NJ (2006) og Centre Georges Pompidou, Paris (2003). Akerman deltog i Documenta XI (2002) og Venedig biennalen (2001). I 2011 blev en retrospektiv film af Akermans arbejde vist på det Østrigs Filmmuseum.

## Død
Akerman døde den 5. oktober 2015 i Paris. Avisen Le Monde skrev, at hun havde begået selvmord. Hun blev 65 år.

## Filmografi
| År   | Titel                                                          | Længde       | Note(r)                                          | Engelsk titel                                                |
| ---- | -------------------------------------------------------------- | ------------ | ------------------------------------------------ | ------------------------------------------------------------ |
| 1968 | Saute ma ville                                                 | 13 minutter  |                                                  | Blow up My Town                                              |
| 1971 | L'enfant aimé ou Je joue à être une femme mariée               | 35 minutter  |                                                  | The Beloved Child, or I Play at Being a Married Woman        |
| 1972 | Hotel Monterey                                                 | 65 minutter  |                                                  |                                                              |
| 1972 | La Chambre 1                                                   | 11 minutter  |                                                  | The Room, 1                                                  |
| 1972 | La Chambre 2                                                   | 11 minutter  |                                                  | The Room, 2                                                  |
| 1973 | Le 15/8                                                        | 42 minutter  | co-instrueret af Samy Szlingerbaum               |                                                              |
| 1973 | Hanging Out Yonkers                                            | 90 minutter  | ikke færdiggjort                                 |                                                              |
| 1975 | Jeanne Dielman, 23 Quai du Commerce, 1080 Bruxelles            | 201 minutter |                                                  |                                                              |
| 1976 | News from Home                                                 | 85 minutter  |                                                  |                                                              |
| 1976 | I, You, He, She                                                | 90 minutter  |                                                  |                                                              |
| 1978 | Les Rendez-vous d'Anna                                         | 127 minutter |                                                  | Meetings with Anna                                           |
| 1980 | Dis-moi                                                        | 127 minutter |                                                  | Tell Me                                                      |
| 1982 | Toute une nuit                                                 | 89 minutter  |                                                  | All Night Long                                               |
| 1983 | Les Années 80                                                  | 82 minutter  |                                                  | The Eighties                                                 |
| 1983 | Un jour Pina à demandé                                         | 57 minutter  |                                                  | One Day Pina Asked Me                                        |
| 1983 | L'homme à la valise                                            | 60 minutter  |                                                  | The Man With the Suitcase                                    |
| 1984 | J'ai faim, j'ai froid                                          | 12 minutter  | segment for Paris vu par, 20 ans après           | I'm Hungry, I'm Cold                                         |
| 1984 | New York, New York bis                                         | 8 minutter   | lost                                             |                                                              |
| 1984 | Lettre d'un cinéaste                                           | 8 minutter   |                                                  | Letter from a Filmmaker                                      |
| 1986 | Golden Eighties                                                | 96 minutter  |                                                  | Window Shopping                                              |
| 1986 | La paresse                                                     | 14 minutter  | segment for Seven Women, Seven Sins              | Sloth                                                        |
| 1986 | Le marteau                                                     | 4 minutter   |                                                  | The Hammer                                                   |
| 1986 | Letters Home                                                   | 104 minutter |                                                  |                                                              |
| 1986 | Mallet-Stevens                                                 | 7 minutter   |                                                  |                                                              |
| 1989 | Histoires d'Amérique                                           | 92 minutter  | deltog i 39th Berlin International Film Festival | Food, Family, and Philosophy                                 |
| 1989 | Les trois dernières sonates de Franz Schubert                  | 49 minutter  |                                                  | Franz Schubert's Last Three Sonatas                          |
| 1989 | Trois strophes sur le nom de Sacher                            | 12 minutter  |                                                  | Three Stanzas on the Name Sacher                             |
| 1991 | Nuit et jour                                                   | 90 minutter  |                                                  | Night and Day                                                |
| 1992 | Le déménagement                                                | 42 minutter  |                                                  | Moving In                                                    |
| 1992 | Contre l'oubli                                                 | 110 minutter | Akerman instruerede en lille del                 | Against Oblivion                                             |
| 1993 | D'Est                                                          | 107 minutter |                                                  | From the East                                                |
| 1993 | Portrait d'une jeune fille de la fin des années 60 à Bruxelles | 60 minutter  |                                                  | Portrait of a Young Girl at the End of the 1960s in Brussels |
| 1996 | Un divan à New York                                            | 108 minutes  |                                                  | A Couch in New York                                          |
| 1997 | Chantal Akerman par Chantal Akerman                            | 64 minutter  |                                                  |                                                              |
| 1999 | Sud                                                            | 71 minutter  |                                                  | South                                                        |
| 2000 | La Captive                                                     | 118 minutter | Samarbejde med Eric de Kuyper                    | The Captive                                                  |
| 2002 | De l'autre côté                                                | 103 minutter |                                                  | From the Other Side                                          |
| 2004 | Demain on déménage                                             | 110 minutter | Samarbejde med Eric de Kuyper                    | Tomorrow We Move                                             |
| 2006 | Là-bas                                                         | 78 minutter  |                                                  |                                                              |
| 2007 | Tombée de nuit sur Shanghaï                                    | 60 minutter  | segment for O Estado do Mundo                    |                                                              |
| 2011 | La Folie Almayer                                               | 127 minutter |                                                  | Almayer's Folly                                              |
| 2015 | No Home Movie                                                  | 115 minutter |                                                  |                                                              |